# Pollution informationnelle
Le terme pollution informationnelle ou infopollution désigne l'ensemble des nuisances liées à des informations pertinentes contaminées par des informations redondantes, peu enrichissantes ou inutiles, non sollicitées et impossibles à maîtriser.
Appartenant au champ théorique des sciences de l'information et de la documentation, il est fréquemment utilisé dans le domaine pratique de la Gestion des connaissances.

## Formes de pollution informationnelle
On peut distinguer plusieurs formes de pollution informationnelle :
- Surabondance de l'information disponible, déluge de données (data deluge)
- Désinformation (rumeurs, etc.), médiocrité ou redondance de l'information
- Abus ou effets pervers de la publicité
- Prolifération d’informations indésirables ou contamination de l'information[2]
- Pollution environnementale générée par les infrastructures d'information [3]

Les causes de ces différentes formes de pollution sont très nombreuses, mais les plus évidentes sont les pourriels, les adwares et malwares, la marchandisation de l'indexation (liens commerciaux, référencement payant, profilage de l'utilisateur des moteurs de recherche, etc.).

## Infobésité et infopollution
Parfois utilisé comme synonyme de bruit, le terme
d'info-pollution se distingue de la simple surcharge informationnelle ("infobésité") par la prise en compte de la qualité de l'information, du point de vue de son utilité pour la connaissance.
En effet, les termes d'infobésité, ou de surcharge d'information, désignent la surabondance d'information en général, du point de vue de la communication, ou selon une approche psychologique des comportements de consommation et d'utilisation des technologies de communication. Au contraire, le concept de pollution informationnelle relève d'une approche systémique, s'intéressant à la fois aux infrastructures de
diffusion de la connaissance et aux outils de recherche documentaire.
Dans l'expression composée pollution informationnelle, le premier terme (pollution) peut même être entendu au sens environnemental, comme c'est le cas dans les champs de l'écologie des médias et de l'écologie de l'information.

## Écologie de l'information
La notion d'écosystème de l'information permet d'exprimer la complexité des interactions entre les composantes de la société de l'information (infrastructures de communication, systèmes d'information, outils de production de documents numériques, mais aussi volumes d'information en circulation, etc.). De manière analogue, la notion d'écologie de l'information permet de faire la synthèse de démarches qui ont en commun le souci de la qualité de l'information et d'une bonne gestion de l'environnement numérique et médiatique.
Cette notion peut être rapprochée des propositions de Bernard Stiegler (avec la notion d'écologie de l'attention) et Badillo (écologie des médias), et comme elles, s'inscrit plus largement dans la perspective ouverte par Gregory Bateson d'une écologie de l'esprit.
Parmi les démarches de lutte contre la pollution informationnelle, on peut distinguer différents niveaux d'action :
- individuel : réduire la consommation d'information inutile et le temps de connexion, limiter la production de documents numériques.
- méthodologique : par exemple, la curation de données, et plus généralement l'organisation raisonnée des connaissances.
- technique : filtrage des publicités et spams, outils de gestion du cycle de vie des documents (GED), etc.
- organisationnel / entrepreneurial : par exemple l'expérimentation d'une communication sans mail dans l'entreprise ATOS
- collectif : cf. les associations de lutte contre la publicité invasive
- institutionnel : cf. par exemple la CNIL et la défense du droit à l'oubli.